# Madhusudana Saraswati
Madhusudana Saraswati (hi. मधुसूदन सरस्वती) – filozof hinduski żyjący w XV - XVI wieku. Pisał w sanskrycie. Autor licznych traktatów z filozofii wedanty, np. Prasthanabheda, Siddhantabindu, komentarza do Bhagawad Gity i innych.